# Élections législatives grecques de 2019
Les élections législatives grecques de 2019 ont lieu de manière anticipée le 7 juillet 2019 afin de renouveler pour quatre ans les 300 députés du Parlement grec.
Initialement prévues pour le 20 octobre 2019 au plus tard, les élections sont convoquées plusieurs mois en avance par le Premier ministre Aléxis Tsípras à la suite de la défaite de son parti aux élections européennes du 26 mai.
Le scrutin voit la victoire du parti de droite Nouvelle Démocratie, qui obtient la majorité absolue des sièges et dont le dirigeant Kyriákos Mitsotákis devient Premier ministre.

## Contexte
La tenue d'élections législatives anticipées est annoncée par le Premier ministre Aléxis Tsípras au soir des élections européennes du 26 mai 2019, au cours desquelles son parti SYRIZA arrive en deuxième position derrière la Nouvelle Démocratie (ND). Tsípras précise alors qu'il demandera au président de la République Prokópis Pavlópoulos de prononcer la dissolution du Parlement après le second tour des élections locales, prévu le 2 juin. Le scrutin européen avait pris la forme d'un test du soutien populaire du gouvernement. À la demande officielle du chef du gouvernement, le chef de l'État dissout effectivement le Parlement le 10 juin suivant et appelle à de nouvelles élections pour le 7 juillet.
Entretemps, le second tour des élections locales le 2 juin voit la victoire écrasante du parti de droite Nouvelle démocratie, qui remporte la mairie de la capitale Athènes ainsi que la quasi-totalité des régions, au cours d'un scrutin faisant lui aussi figure de test avant les législatives.

## Système électoral

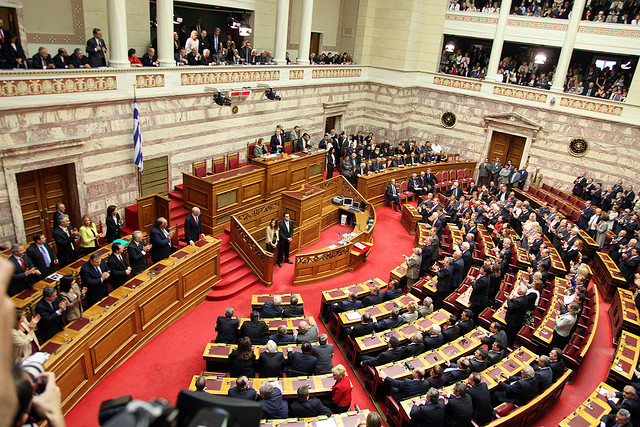
L'hémicycle du Parlement.

La République hellénique est dotée d'un Parlement monocaméral, également appelé « Voulí », composé de 300 sièges pourvus tous les quatre ans selon un mode de scrutin principalement proportionnel auquel s'adjoint une prime majoritaire. 250 députés sont ainsi élus au scrutin proportionnel plurinominal avec listes ouvertes et seuil électoral de 3 % dans 59 circonscriptions électorales. L'une d'entre elles, représentant douze sièges, couvre l'ensemble du pays, tandis que les autres le découpent à raison de 1 à 18 sièges par circonscription, en fonction de leurs populations. Parmi celles ci, sept ne comportent ainsi qu'un seul siège. Le mode de scrutin dans ces dernières y est par conséquent de facto uninominal majoritaire à un tour. Enfin, la liste arrivée en tête au niveau national se voit attribuer une prime correspondant aux 50 sièges restants.
Les listes étant dites ouvertes, les électeurs ont la possibilité d'effectuer un vote préférentiel pour un maximum de quatre candidats issus de la liste pour laquelle ils votent, afin de les faire monter en place dans celle-ci. Une fois les bulletins dépouillés, les 243 sièges à la proportionnelle sont répartis selon la méthode de Hagenbach-Bischoff entre toutes les listes ayant franchi le seuil de 3 % des votes valides, et les candidats ayant recueilli le plus de voix en leur nom dans chacune des listes se voient attribuer un siège en priorité.

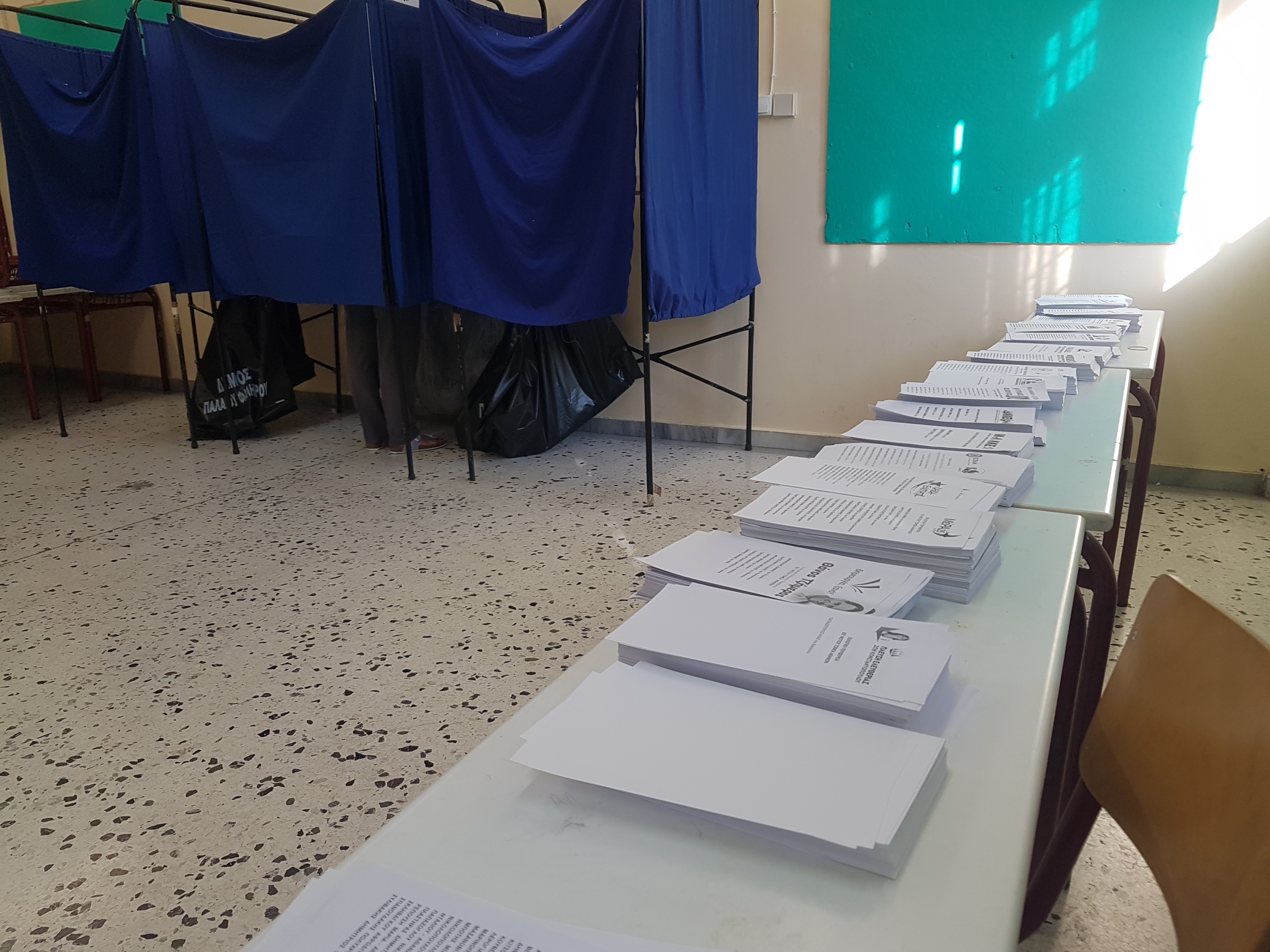
Isoloirs et bulletins de vote utilisés.

L'âge minimal pour se présenter à la députation est de 25 ans. Le vote est obligatoire pour tous les électeurs de moins de 70 ans, avec une peine de prison théorique allant de un mois à un an, mais aucune condamnation n'a jamais eu lieu. Pour la première fois, l'âge d'obtention du droit de vote est abaissé de dix-huit à dix-sept ans.
Le scrutin voit également le nombre de circonscriptions passer de 56 à 59 à la suite du morcellement de la circonscription d’Athènes B, qui comportait auparavant 44 sièges à elle seule.
La prime majoritaire, qui représente 16,7 % du total des sièges, permet en théorie à un parti d'obtenir la majorité absolue dès lors qu'il recueille au moins 40,4 % des voix. Ce chiffre diminue cependant lorsque des partis échouent à franchir le seuil électoral de 3 %. Ainsi, lors des élections de mai 2012, sept partis sur trente-deux ont franchi le seuil, ce qui a eu pour conséquence d'abaisser la part minimale des voix à 32,8 %.
La réforme de la loi électorale de juillet 2016 abaissant entre autres le droit de vote de 18 à 17 ans comporte également la suppression de la prime majoritaire. L'intégralité des 300 sièges seront par conséquent élus à la proportionnelle intégrale. La loi ayant échoué à recueillir la majorité qualifiée nécessaire, elle ne s'applique cependant pas immédiatement, mais pour les élections suivantes. Celles de 2019 sont par conséquent les dernières à avoir lieu sous le système incluant une prime majoritaire.

## Forces en présence
| Parti | Parti                                             | Idéologie                                                                                             | Chef de file           | Résultats précédents                               |
| ----- | ------------------------------------------------- | --- | ---------------------- | -------------------------------------------------- |
|       | Coalition de la gauche radicale (SYRIZA)          | Gauche Socialisme démocratique, populisme de gauche, euroscepticisme, patriotisme économique          | Aléxis Tsípras         | 35,46 % des voix 145 sièges                        |
|       | Nouvelle Démocratie (ND)                          | Centre droit à droite Libéral-conservatisme, démocratie chrétienne, europhilie                        | Kyriákos Mitsotákis    | 28,09 % des voix 75 sièges                         |
|       | Aube dorée (XA)                                   | Extrême droite Ultranationalisme, néofascisme, euroscepticisme                                        | Nikólaos Michaloliákos | 6,99 % des voix 18 sièges                          |
|       | Mouvement pour le changement (KINAL)              | Centre gauche Social-démocratie, Social-libéralisme, europhilie                                       | Fófi Gennimatá         | 6,28 % des voix 17 sièges (Coalition démocratique) |
|       | Parti communiste de Grèce (KKE)                   | Extrême gauche Communisme, marxisme-léninisme, euroscepticisme                                        | Dimítris Koutsoúmbas   | 5,55 % des voix 15 sièges                          |
|       | Grecs indépendants (Anel)                         | Droite National-conservatisme, conservatisme social, euroscepticisme                                  | Pános Kamménos         | 3,69 % des voix 10 sièges                          |
|       | Union des centristes (EK)                         | Centre Centrisme, vénizélisme                                                                         | Vassílis Levéntis      | 3,43 % des voix 9 sièges                           |
|       | Solution grecque (EL)                             | Droite à extrême droite National-conservatisme, nationalisme, conservatisme sociétal, euroscepticisme | Kyriákos Velópoulos    | Nouveau                                            |
|       | Front de désobéissance réaliste européen (MeRA25) | Gauche radicale Altermondialisme, post-capitalisme                                                    | Yánis Varoufákis       | Nouveau                                            |

### Retraits
Le parti des Grecs indépendants, alors en coalition gouvernementale avec Syriza, annonce finalement au cours de la campagne ne pas participer au scrutin.
À la suite des élections européennes, le parti La Rivière, de la voix de son leader, Stávros Theodorákis, annonce ne pas participer au scrutin, et, dans la foulée, annonce sa démission de la présidence du parti.

## Sondages

## Résultats

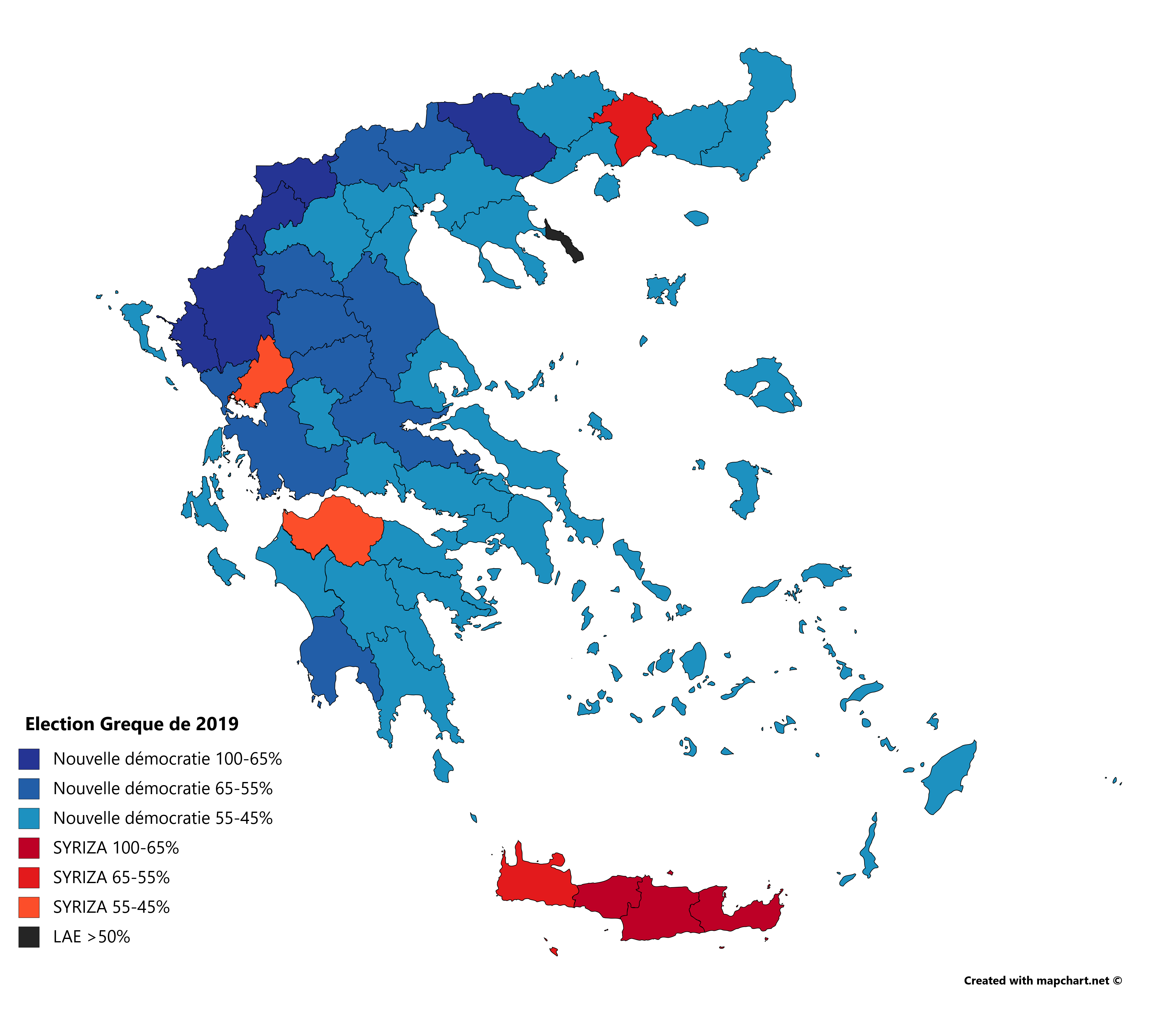
Parti arrivé en tête par circonscription.

Répartition des sièges par circonscriptions.

|                          |                                                            |           |       |       |        |               |
| Parti                    | Parti                                                      | Voix      | %     | +/-   | Sièges | +/-           |
|                          | Nouvelle Démocratie (ND)                                   | 2 251 618 | 39,85 | 11,76 | 158    | 83            |
|                          | SYRIZA                                                     | 1 781 057 | 31,53 | 3,93  | 86     | 59            |
|                          | Mouvement pour le changement (KINAL)                       | 457 623   | 8,10  | 1,81  | 22     | 5             |
|                          | Parti communiste de Grèce (KKE)                            | 299 621   | 5,30  | 0,25  | 15     | en stagnation |
|                          | Solution grecque (EL)                                      | 209 290   | 3,70  | Nv.   | 10     | 10            |
|                          | Front de désobéissance réaliste européen (MeRA25)          | 194 576   | 3,44  | Nv.   | 9      | 9             |
|                          | Aube dorée (XA)                                            | 165 620   | 2,93  | 4,06  | 0      | 18            |
|                          | Cap sur la liberté (PE)                                    | 82 786    | 1,46  | Nv.   | 0      | en stagnation |
|                          | Union des centristes (EK)                                  | 70 178    | 1,24  | 2,20  | 0      | 9             |
|                          | Recréer la Grèce (DX)                                      | 41 631    | 0,74  | 0,21  | 0      | en stagnation |
|                          | Liste commune EPAM-AKKEL                                   | 28 313    | 0,50  | 0,27  | 0      | en stagnation |
|                          | Antarsya                                                   | 23 239    | 0,41  | 0,44  | 0      | en stagnation |
|                          | Unité populaire (LAE)                                      | 15 612    | 0,28  | 2,59  | 0      | en stagnation |
|                          | Assemblée hellénique (ES)                                  | 14 079    | 0,25  | Nv.   | 0      | en stagnation |
|                          | Parti communiste de Grèce (Marxiste-léniniste) (KKE (m-l)) | 7 760     | 0,14  | N/a   | 0      | en stagnation |
|                          | Parti communiste marxiste-léniniste de Grèce (M-L KKE)     | 2 706     | 0,05  | N/a   | 0      | en stagnation |
|                          | Parti révolutionnaire ouvrier (EEK)                        | 1 719     | 0,03  | N/a   | 0      | en stagnation |
|                          | Organisation des communistes internationalistes (OKDE)     | 1 576     | 0,03  | 0,01  | 0      | en stagnation |
|                          | Accord des partis politiques (SFPK)                        | 51        | 0,00  | Nv.   | 0      | en stagnation |
|                          | Indépendants                                               | 472       | 0,01  | 0,01  | 0      | en stagnation |
|                          |                                                            |           |       |       |        |               |
| Suffrages exprimés       | Suffrages exprimés                                         | 5 649 527 | 97,92 |       |        |               |
| Votes invalides          | Votes invalides                                            | 77 477    | 1,34  |       |        |               |
| Votes blancs             | Votes blancs                                               | 42 640    | 0,74  |       |        |               |
| Total                    | Total                                                      | 5 769 644 | 100   | –     | 300    | en stagnation |
| Abstentions              | Abstentions                                                | 4 215 290 | 42,22 |       |        |               |
| Inscrits / participation | Inscrits / participation                                   | 9 984 934 | 57,78 |       |        |               |